# Hôtel dit des Rois ou d'Henri III
L'hôtel dit des Rois ou d'Henri III est un hôtel particulier situé sur la commune de Châtillon-sur-Indre, en France.

## Localisation
L'hôtel est situé sur la commune de Châtillon-sur-Indre, située dans le département de l'Indre, en région Centre-Val de Loire. Construit au nord-ouest de la ville, en cœur d'îlot, sur une vaste parcelle s'étendant entre la rue Grande et le mail dominé par les fortifications urbaines.

## Description
Les grandes lucarnes du principal corps de logis font remonter sa construction aux années 1540, l'intérêt de cet immeuble réside essentiellement dans la galerie à deux niveaux qui borde la cour au sud, élevée au cours du dernier quart du XVIe siècle.

## Historique
L'hôtel est inscrit partiellement au titre des monuments historiques par arrêté du 4 mars 1999,.

## Galerie

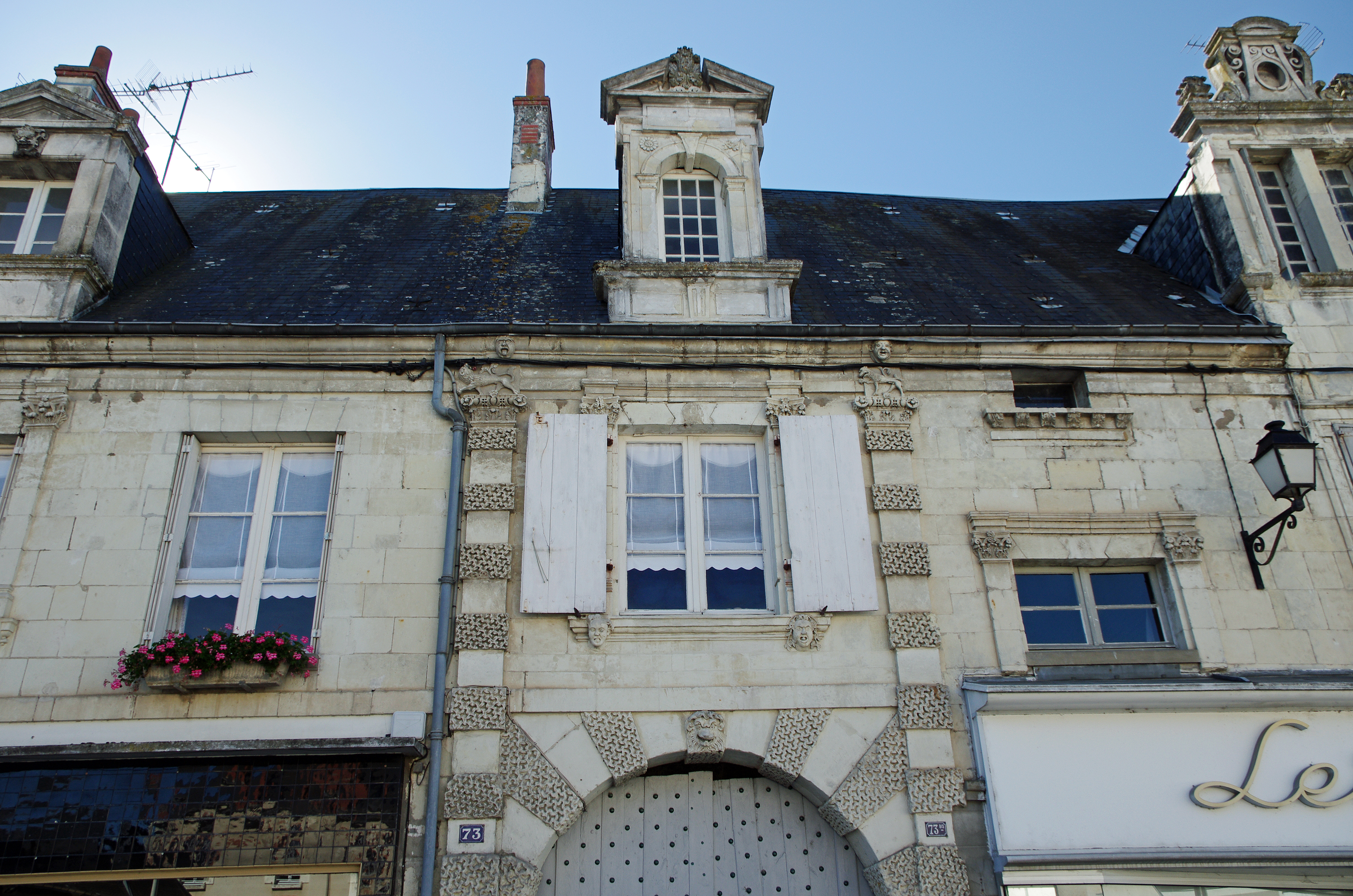
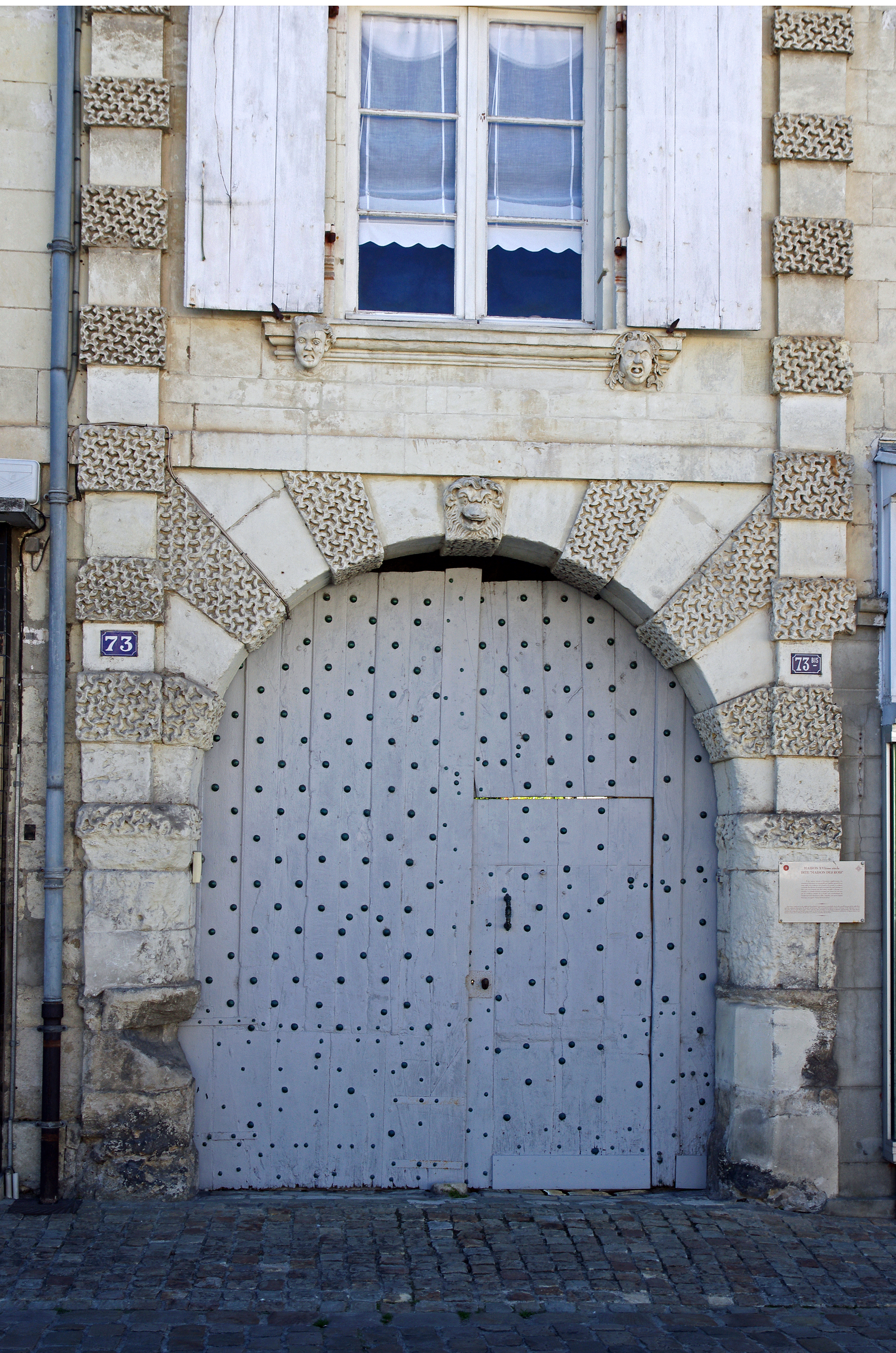
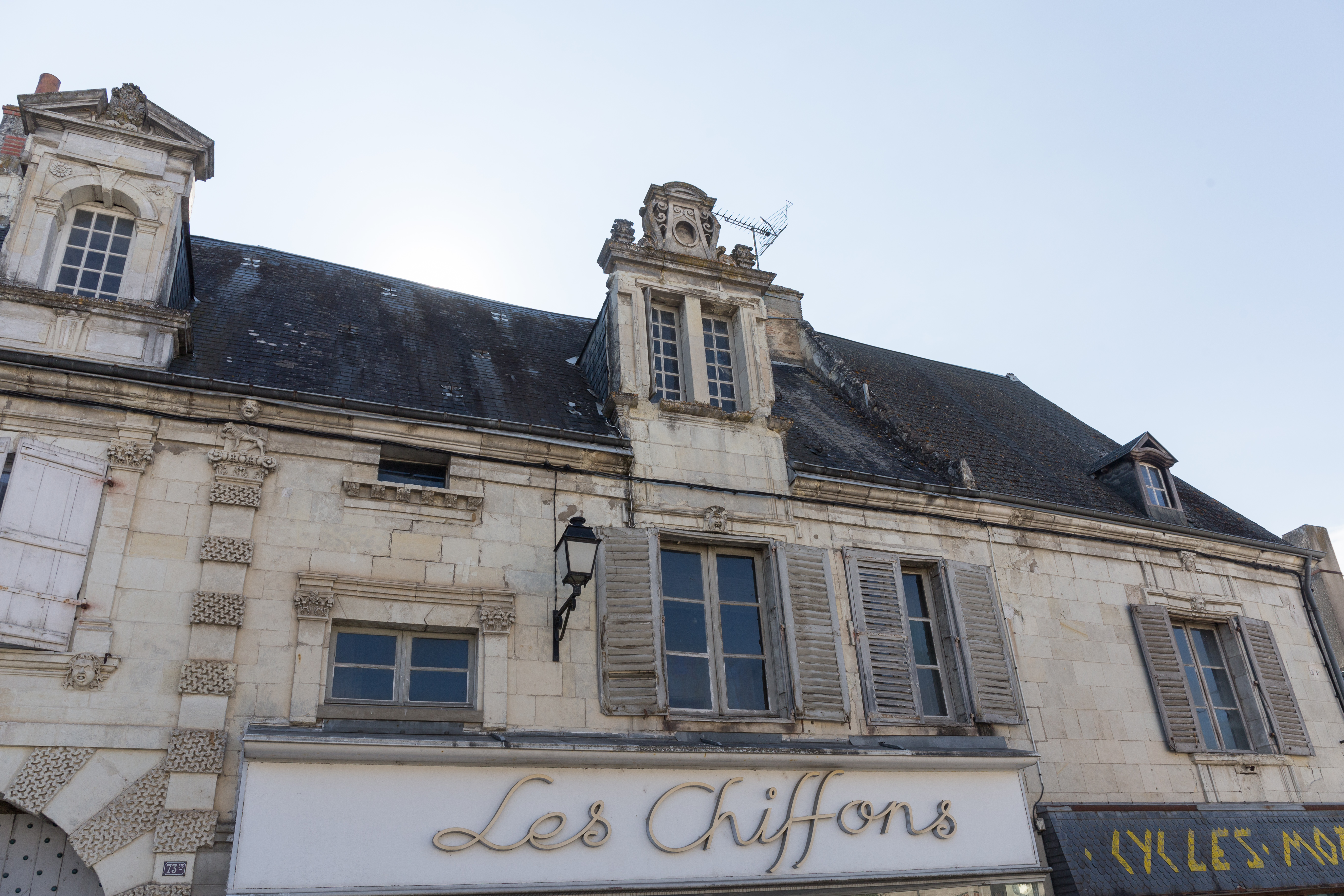
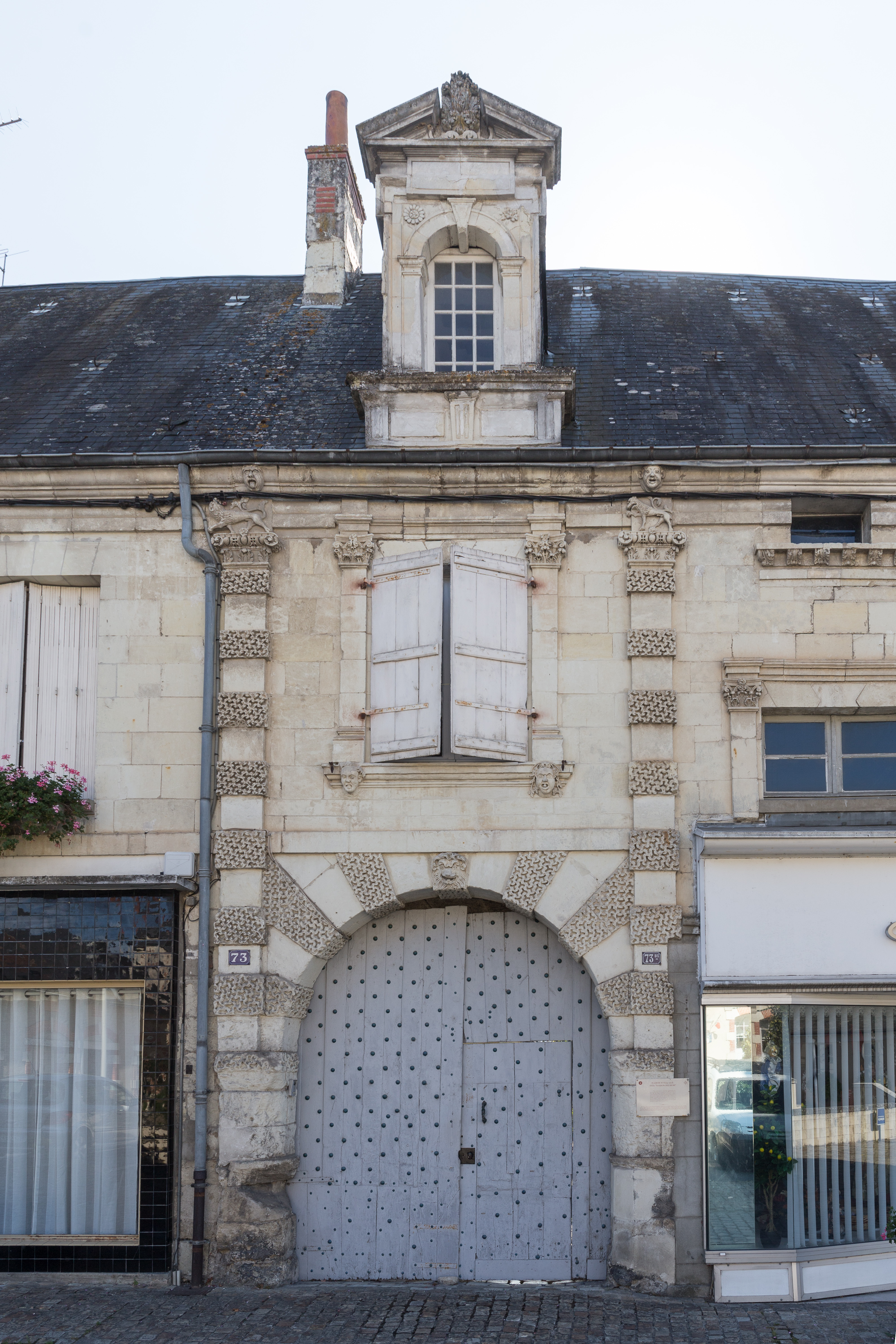